# 愛知県道349号深見亀首線
愛知県道349号深見亀首線（あいちけんどう349ごう ふかみかめくびせん）は、愛知県豊田市内を通る一般県道である。

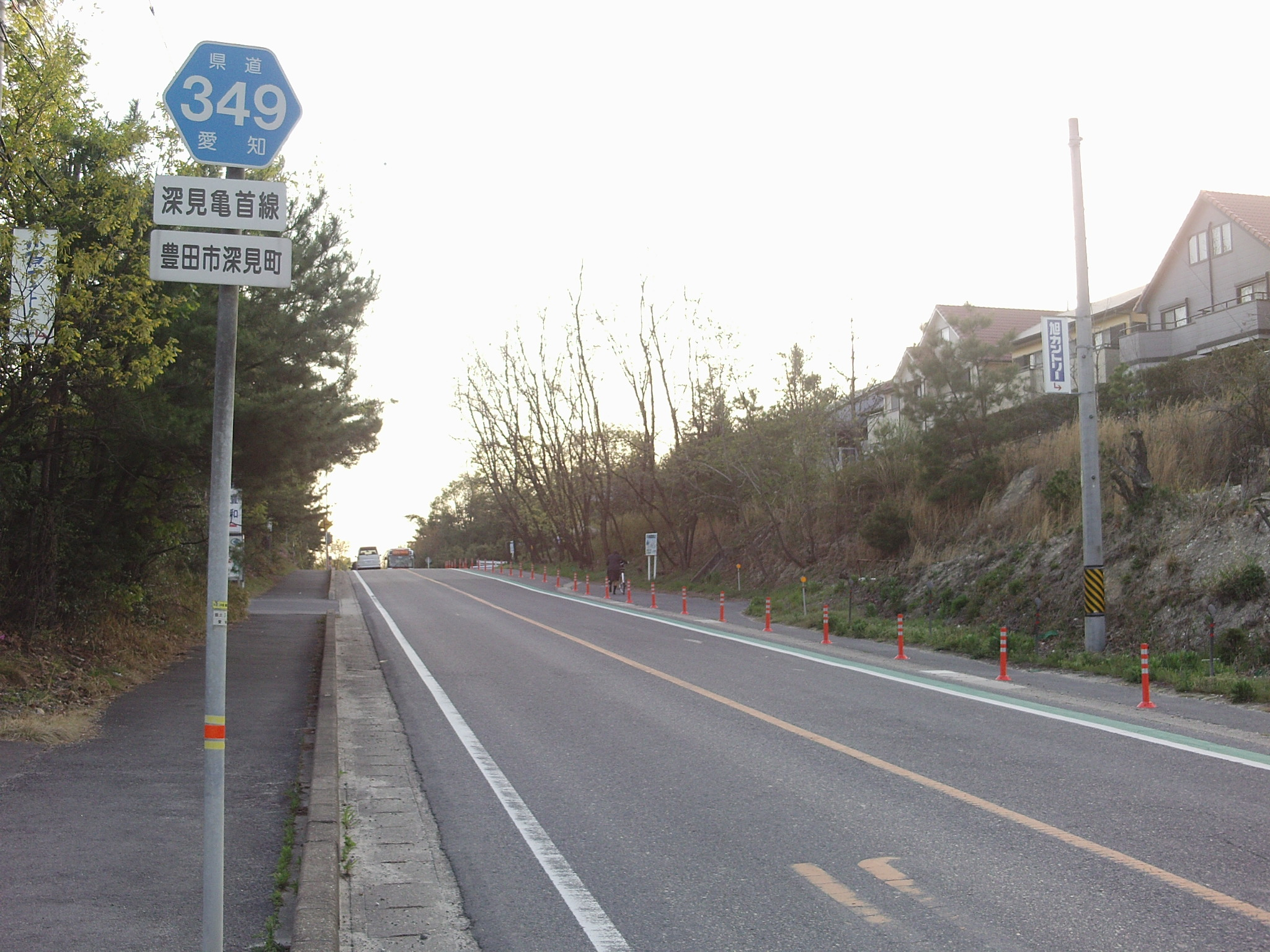
深見町。ふかみ台団地の南側。

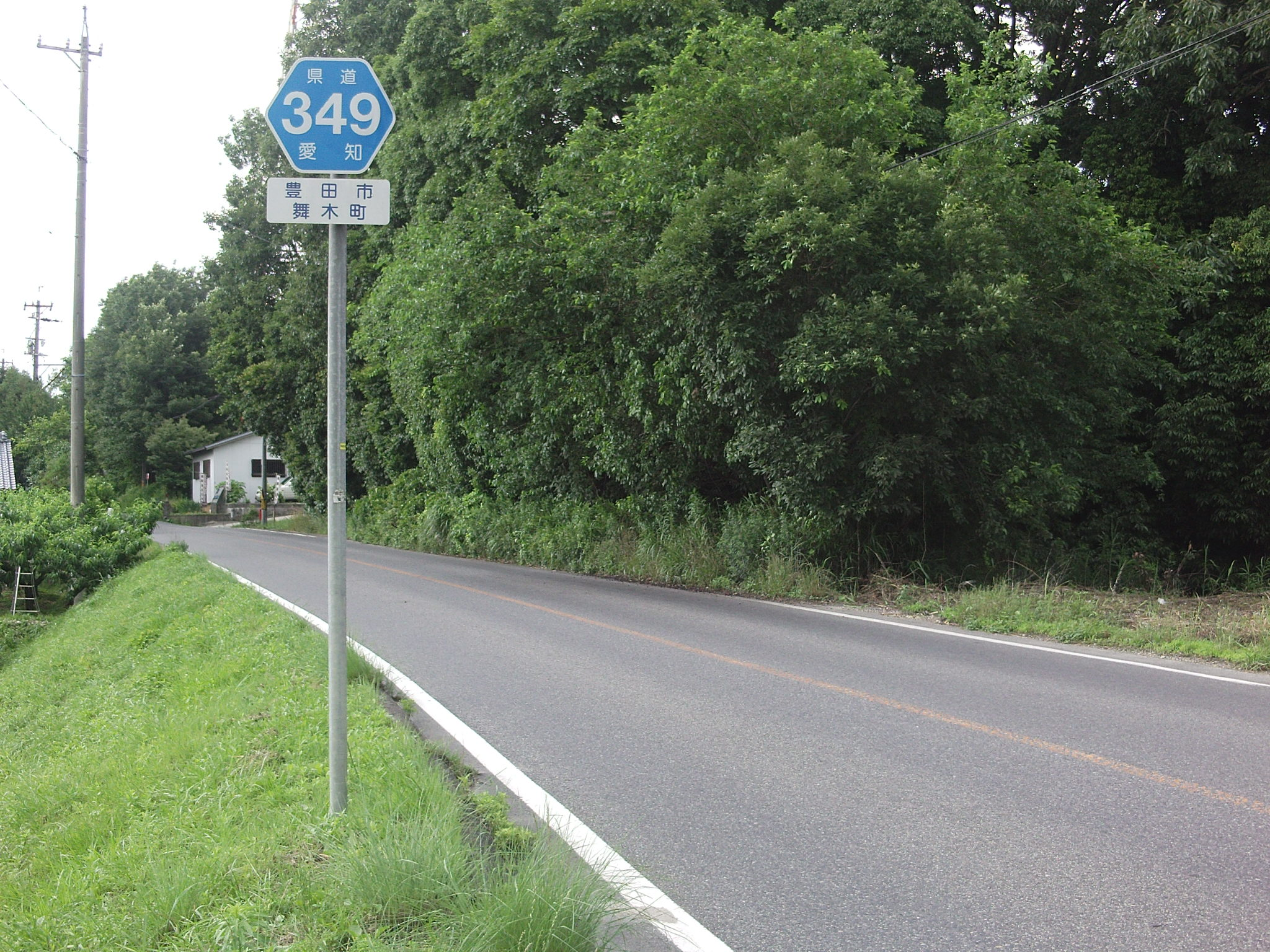
舞木町。終点の亀首町のすぐ北側。この近くには舞木廃寺塔跡がある。

## 概要

### 路線データ
- 起点：愛知県豊田市深見町（国道419号交点）
- 終点：愛知県豊田市亀首町（国道419号交点）

## 沿革
- 1959年12月15日：認定

## 通過する自治体
- 愛知県
  - 豊田市

## 接続する道路
- 国道419号（「深見常楽」交差点）
- 愛知県道6号力石名古屋線（猿投グリーンロード猿投IC）
- 愛知県道283号加納東保見線（「加納町向井山」交差点）
- 国道419号（豊田南北線）（「亀首町横枕」交差点）

## 周辺
- 昭和の森（豊田市）
- 棒の手会館
- 猿投神社
- 南山国際中学校・高等学校
- 舞木廃寺跡